# 綾瀬市コミュニティバス

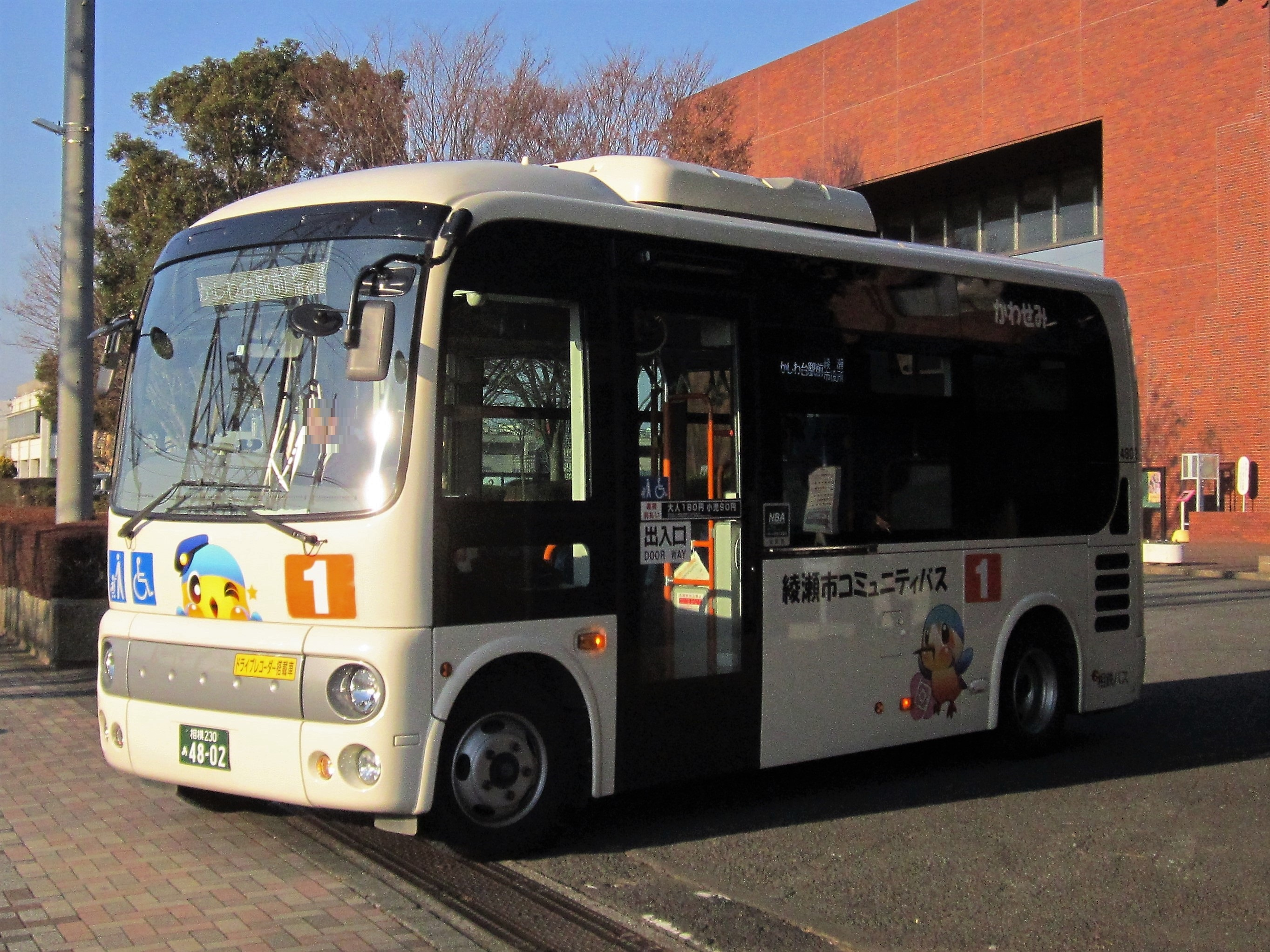
「かわせみ」専用車両　1号車（相鉄バス）

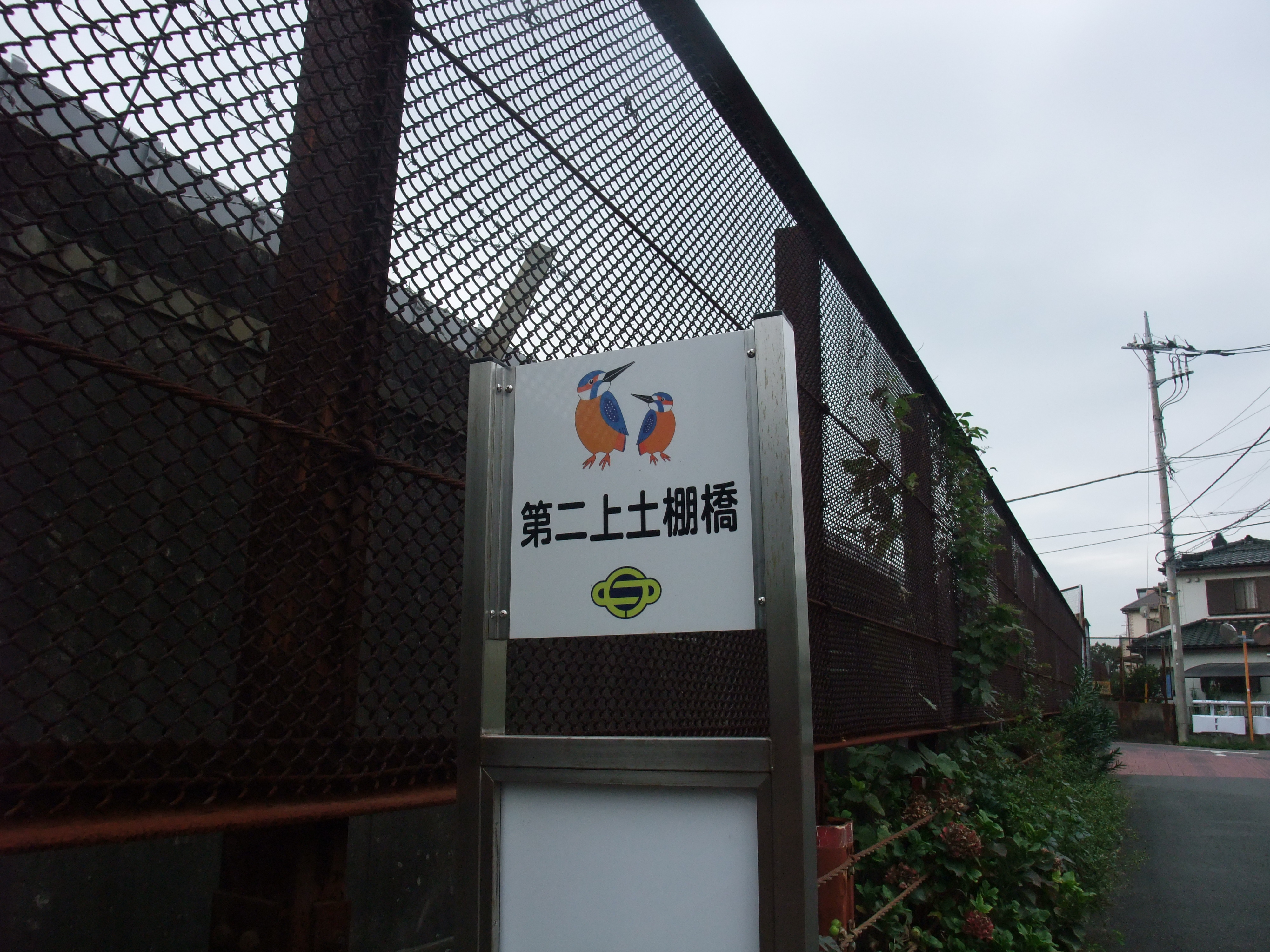
綾瀬市コミュニティバスの停留場（第二上土棚橋）

綾瀬市コミュニティバス（あやせしコミュニティバス）は、神奈川県綾瀬市のコミュニティバス。綾瀬市の鳥・カワセミにちなみ、「かわせみ」の愛称をもつ。
綾瀬市役所を起点として全5ルートが運行され、相鉄バス綾瀬営業所、神奈川中央交通綾瀬営業所が運行受託している。

## 概要
綾瀬市内においては、市内無料循環バス「ばらバス」が運行されていた。市民文化センター（高齢者福祉会館）を起点として、午前・午後の2便が運行され、相鉄バスと神奈川中央交通が各1便ずつを担当していた。年間およそ50000人に利用され、利用者の中心は高齢者であった。
しかし、これ以外に市内を走る神奈川中央交通、相模鉄道の路線バスを含めたとしても、公共交通が希薄な地域が多く見られた。
そこで、2004年9月から市が公募した市民、自治会推薦者、商工会推薦者の3者からなら「綾瀬市バス交通検討市民会議」を設立し、市の公共交通のあり方について議論が行われてきた。
その結果として、2005年に「コミュニティバス導入に関する中間提言」、2007年に「綾瀬市バス交通のあり方 提言書」が提出された。
これらを受けて2005年11月1日から、綾瀬市コミュニティバス「かわせみ」1号車（綾瀬市役所→寺尾入口→かしわ台駅→富士塚→綾瀬市役所）の試験運行が開始された。
さらに2006年11月1日から、「かわせみ」2〜5号車の4ルートの試験運行が開始され、全5ルートへ拡大された。
またこれにともない、同年10月31日をもって、市内無料循環バス「ばらバス」は廃止された。廃止後の高齢者福祉会館利用者の便宜を図るため、市役所1階受付と高齢者福祉会館で無料乗継券を発行した。
無料乗継券の配布は、当初は高齢者福祉会館利用者限定だったが、公共施設へのアクセス向上とコミュニティバス利用促進のため、市役所と綾瀬厚生病院の間で誰でも利用できるようになり、配布場所に中央公民館が追加された。
しかし運行開始後、2006年11月から2007年10月の1年間に8899万の営業赤字を出しており、全額が市の負担となっていることが問題とされている。

## 現行路線

### 1号車
- 綾瀬市役所 - 綾瀬厚生病院 - 市民スポーツセンター - 綾瀬高校 - 寺尾西二丁目 - 寺尾入口 - 寺尾北二丁目 - かしわ台駅前ロータリー
  - 相鉄バス綾瀬営業所が担当
  - 2005年11月1日 - 試験運行開始[2]

### 2号車
- 綾瀬市役所 - 綾瀬厚生病院 - 市民スポーツセンター - 寺尾南 - 寺尾入口 - 北の台小学校 - 相模大塚駅[9]
  - 神奈川中央交通綾瀬営業所が担当
  - 2006年11月1日 - 試験運行開始[6]

### 3号車
- 綾瀬市役所 - 綾瀬厚生病院 - 浅間橋 - 深谷交番 -落合北五丁目- 長坂上 - 上土棚団地前-上土棚南-長坂上-落合北五丁目-深谷交番-ハンディホームセンター前-綾瀬厚生病院-綾瀬市役所
  - 神奈川中央交通綾瀬営業所が担当
  - 2006年11月1日 - 試験運行開始[6]

### 4号車
- 綾瀬市役所 - 綾瀬厚生病院 - 浅間橋 - 綾瀬中学校 - 上土棚北二丁目 - 中原公園[10] - 上土棚郵便局南 - 長後駅西口
  - 相鉄バス綾瀬営業所が担当
  - 2006年11月1日 - 試験運行開始[6]
  - 中原公園〜長後駅間は2016年11月1日より運行開始[11]

### 5号車
- 綾瀬市役所 - 綾瀬厚生病院 - 綾西五丁目 - 国分寺台第12 - 神崎 - 高座屋内温泉プール[10]
  - 相鉄バス綾瀬営業所が担当
  - 2006年11月1日 - 試験運行開始[6]

## 過去の路線

### あやせばら号
正式名称は「綾瀬市内循環バス　あやせばら号」。愛称は綾瀬市の花・バラにちなむ。
全4ルートで、各ルート毎日午前・午後2回の運行。運賃は無料であった。
うち2ルートを相鉄バス綾瀬営業所、神奈川中央交通綾瀬営業所が運行受託していた。両社とも「あやせばら号」専用車両で運行していた（車両については#過去の車両を参照）。
市民文化センター（高齢者福祉会館）を起点とする循環路線で、綾瀬市役所、保健医療センターなどの公共施設と市内の各地域を結ぶ、福祉バス的な性格の強い路線であった。
「かわせみ」全5ルートの運行開始にともない、2006年10月31日をもって全ルートが廃止された。
- 相鉄バス綾瀬営業所が担当
  - 寺尾・小園・早川ルート
  - 中村・本蓼川・吉岡・綾西ルート

- 神奈川中央交通綾瀬営業所が担当
  - 落合・上土棚ルート
  - 上深谷・蓼川・大上・寺尾ルート

## 車両

### 現行車両
行先表示はLEDを採用。系統番号の表示はなく、前面に号車（ルート）を表す数字のマグネットを装着して走行する。誤乗防止のため、数字マグネットは大型のものを使用し、ルートにより色分けされている。
- 三菱ふそう・エアロミディME（PA-ME17DF）
  - ノンステップバス。運行開始時より導入。
  - アイボリーホワイトの車体に水色と青のラインが入り、車両前面には綾瀬市の市章、側面には「綾瀬市コミュニティバスかわせみ」の文字、綾瀬市の鳥・カワセミのイラスト（市職員がデザインしたもの）[1]が描かれた専用車両。
  - 相鉄バス綾瀬営業所、神奈川中央交通綾瀬営業所の両方の担当路線で採用。相鉄バスの車両には「SOTETSU BUS」、神奈川中央交通の車両には「Kanachu」の社名ロゴがあり判別できる。

- 日野・ポンチョ（ショート）
  - ノンステップバス。1ドアのショートボディ[12]。
  - 2018年3月8日より、相鉄バス綾瀬営業所の担当する1号車に導入。従来のエアロミディMEよりさらに小型の1ドア車に変更された[12]。
  - 綾瀬市の鳥・カワセミをモチーフにした、市のマスコットキャラクター「あやぴぃ」[13]のイラストが描かれた、白い車体の専用車両。同営業所の担当する4号車・5号車の代走に入ることもある[12]。
  - 神奈川中央交通綾瀬営業所の担当する2号車・3号車でも、同様に車両の代替更新を予定している。[12]。

### 過去の車両
「あやせばら号」時代の車両は、アイボリーホワイトの車体に、車両前面に綾瀬市の市章、側面と後面に綾瀬市の花・バラのイラストが描かれた専用車用。行先表示器（方向幕）は幕式であった。
- 「あやせばら号」神奈川中央交通綾瀬営業所の車両
  - いすゞ・ジャーニーK - いすゞ純正（IKコーチ）ボディ

- 「あやせばら号」相鉄バス綾瀬営業所の車両
  - 日産ディーゼル・RM -  富士重工R18型E（8E）ボディ